# Mount Collie
Der Mount Collie ist ein 3143 m hoher Berg in den kanadischen Rocky Mountains. Er befindet sich im Yoho-Nationalpark in der Provinz British Columbia am westlichen Rand des Wapta-Eisfelds.
Der Berg wurde 1897 von Charles S. Thompson benannt nach J. Norman Collie, einem britischen Chemiker und Bergsteiger, der zahlreiche Berge in den kanadischen Rocky Mountains erstmals bestieg und benannte. Seine Erstbesteigung erfolgte 1901 durch James Outram und Edward Whymper.